# Sven Nilsson (rektor)
Sven Nilsson, född 4 oktober 1873 i Ysane socken, död 1 juni 1948 på Karolinska Sjukhuset i Solna, var en svensk skolledare.
Sven Nilsson var son till lantbrukaren Nils Ohlsson. Efter mogenhetsexamen i Kristianstad 1893 blev han 1897 filosofie kandidat vid Lunds universitet. Nilsson var adjunkt i moderna språk vid Vasa realskola i Stockholm 1907–1938. Dessutom verkade han från och med 1902 som lärare vid Stockholms borgarskola, där han var föreståndare för avdelningen för yrkesarbetare 1903–1910 och för språklinjen 1910–1925. 1926–1941 var han skolans rektor. Som sådan lade han stor vikt vid språkundervisningens utveckling och förbättring, men även föreläsningsverksamheten, folkhögskolan och realskolan byggdes ut betydligt under Nilssons tid som rektor. Han var även den som ledde och organiserade uppförandet av skolans nya byggnader vid Kungstensgatan, som invigdes 1931.